# 凱比爾港
凱比爾港（阿拉伯语：‎，意即The Great Harbor）是一座位於地中海的港口，鄰近奧蘭省首府奧蘭，位在阿爾及利亞西北部。此港口在二戰期間為法國軍港，並曾於1940年爆發凱比爾港海戰。

## 歷史
凱比爾港在古羅馬時期稱作迪维努斯港（Portus Divinus），12世紀時此處就已成為穆瓦希德王朝的海軍兵工廠。15世紀後，凱比爾港落入特萊姆森王國的統治之下；到1492年後甚至成為海盜的活動中心。接下來的歲月裡，凱比爾港分別被鄂圖曼帝國、葡萄牙人、西班牙人佔領。在弗朗西斯科·希梅內斯·德·西斯內羅斯的領導下，西班牙人在1505年占領凱比爾港，並將此處改名為马萨尔基维尔（Mazalquivir），在1509年後，西班牙人開始將此地做為進攻奧蘭的跳板。1708年時，西班牙人終於擊敗土耳其貝伊穆斯塔法·本·尤賽夫（Mustapha Ben Youssef），佔據這2座城市。1732年後，西班牙人在何塞·卡利羅·德·阿爾沃諾斯的領導下於艾因圖爾克戰役中大勝，再次控制奧蘭與凱比爾港。然而在1792年時，西班牙國王卡洛斯四世將這2座城市賣給奧斯曼阿爾及利亞。

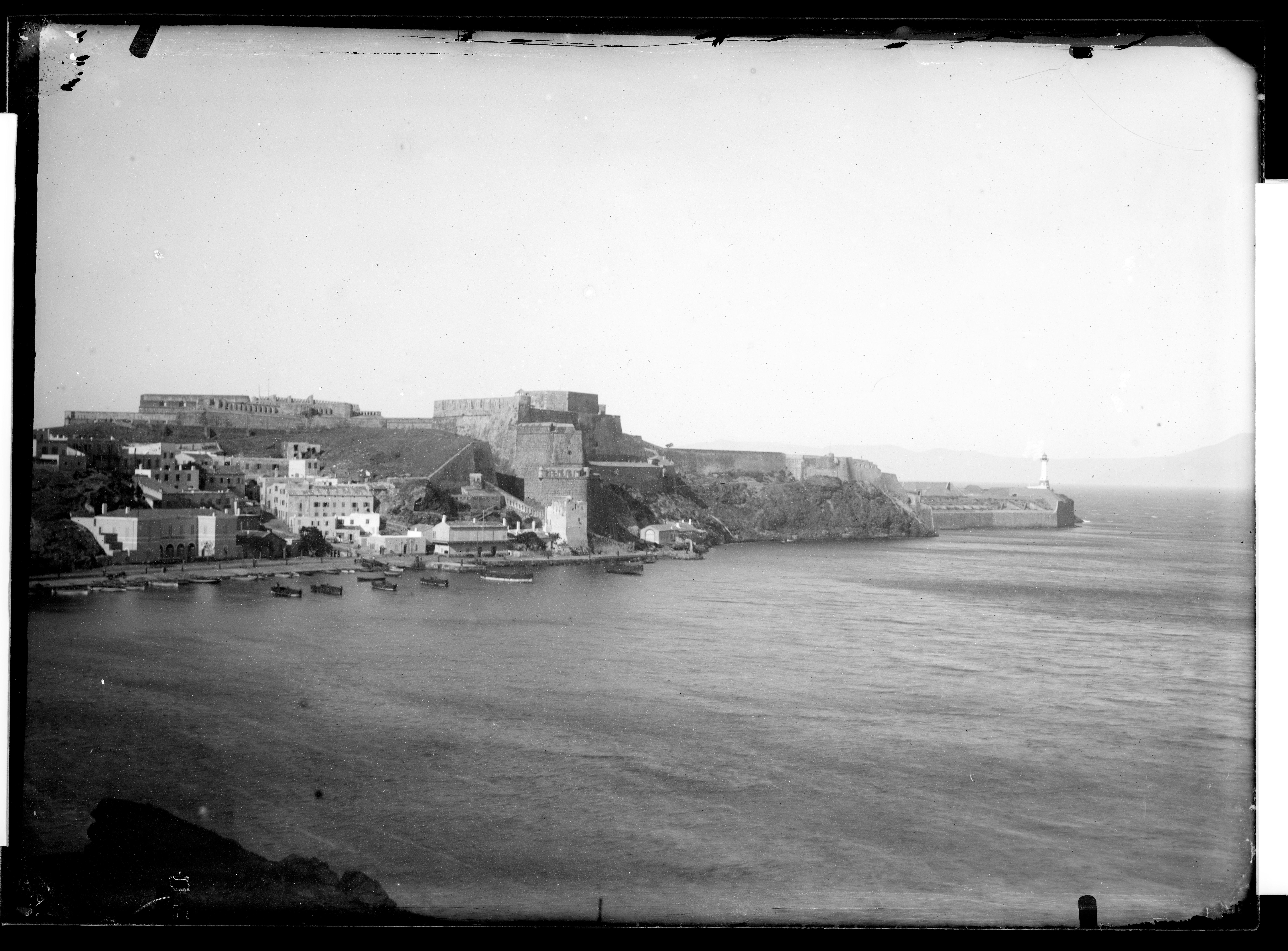
由法國攝影師尤金·楚塔於1881年拍攝的凱比爾港一景，目前該照片保存在土魯斯自然歷史博物館內。

1830年後，法國人佔據這座港口，並改名為聖安德烈-德凱比爾港（Saint André de Mers-el-Kébir）。為了提高港口效率，法國人在1868年建造一座燈塔，這座燈塔的名稱與港口名一致；不過燈塔在二次世界大戰期間遭到戰火毀壞。

### 二次大戰期間
法國人在此處建造一大型軍港，是法國在阿爾及利亞重要的海軍據點之一。自法國於1940年遭納粹德國打敗後，法國主力艦隊便聚集在凱比爾港觀望情勢。然而為了避免德國搶奪法國艦艇，英國在1940年7月3日派遣H艦隊到凱比爾港勸降法國海軍。H艦隊由詹姆士·薩默維爾海軍中將領導，他在抵達凱比爾港向法國海軍下最後通牒，強迫法國艦隊加入英國皇家海軍，或是把船鑿沉；若拒絕，英國皇家海軍會直接將其擊沉。當法國海軍以此舉違反德法停戰協議而拒絕後，薩默維爾下令攻擊法國艦艇，此戰役最後造成1,200多名法國人員傷亡。

### 二戰後
二次大戰後，法國人使用此地的軍港設施支援核武測試計畫。當法國與阿爾及利亞獨立勢力於1962年3月18日簽屬埃维昂协议時，法國將同意阿爾及利亞獨立，阿爾及利亞同時將凱比爾港海軍設施租借給法國15年；然而法國政府在使用5年後，於1967年將租借權還給阿爾及利亞政府。

## 外部連結
- （法文） Accueil Kébir（页面存档备份，存于）
- （法文） MERS EL KEBIR 1940（页面存档备份，存于）
- （英文） Mers-el-Kebir – A Battle Between Friends（页面存档备份，存于） by Irwin J. Kappes